# ویلیام مونتگومری وات

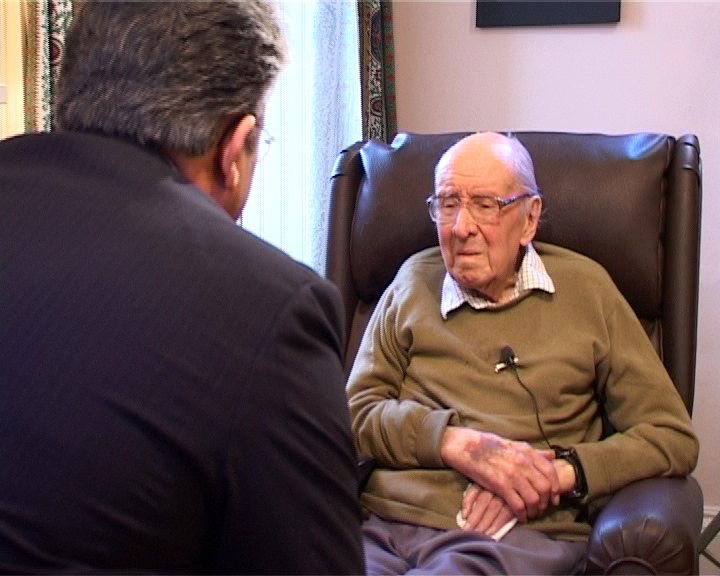
مونتگمری وات در حال مصاحبه با خبرنگار ایرانی علی اکبر عبدالرشیدی در سال ۲۰۰۴ در منزلش در اسکاتلند

ویلیام مونتگمری وات (به انگلیسی: William Montgomery Watt) ‏ (۱۴ مارس ۱۹۰۹ - ۲۴ اکتبر ۲۰۰۶) کشیش انجیلی و خاورشناس اسکاتلندی. استاد رشته زبان عربی و مطالعات اسلامی در دانشگاه ادینبورگ در اسکاتلند بود. وات برجسته‌ترین مفسر غیرمسلمان اسلام در غرب به حساب می‌آمد، و تأثیر عظیمی در رشته مطالعات اسلامی بر جای نهاد. حوزه تخصصی مطالعات وی اندیشه‌های امام محمد غزالی بود. شاگردان زیادی در حوزه اسلام‌شناسی تربیت کرد. وات زندگینامه‌ای از پیامبر اسلام تألیف کرده (محمّد در مکّه (۱۹۵۳)، و محمّد در مدینه (۱۹۵۶)) که یک اثر کلاسیک به حساب می‌آید.

## زندگی
وات در روستایی به نام کرس در اسکاتلند متولّد شد. پدرش زمانی که او ۱۴ ماهه بود فوت شد. وات در سال ۱۹۳۹ در کلیسای اسقفی اسکاتلند به عنوان شماس و در سال ۱۹۴۰ به عنوان کشیش منصوب شد. او از سال ۱۹۳۹ تا ۱۹۴۱ در سنت مری بولتونز، وست برومپتون، در اسقف نشین لندن خدمت کرد. هنگامی که سنت ماری در بلیتز آسیب دید، او برای ادامه آموزش به سنت پل قدیمی، ادینبورگ نقل مکان کرد. از سال ۱۹۴۳ تا ۱۹۴۶ به عنوان متخصص عربی نزد اسقف انگلیکن اورشلیم خدمت کرد. پس از بازگشت وات به دانشگاه در سال ۱۹۴۶، او دیگر مقام مذهبی تمام وقت نداشت. با این حال، به وزارت مینسیتری خود با مناصب پاره وقت و افتخاری ادامه داد. از سال ۱۹۴۶ تا ۱۹۶۰، او به عنوان متصدی افتخاری در Old Saint Paul، ادینبورگ، یک کلیسای انگلیسی-کاتولیک در ادینبورگ بود. در سال ۱۹۶۰ به عضویت جامعه جهانی آیونا در اسکاتلند درآمد. از سال ۱۹۶۰ تا ۱۹۶۷، او یک سرپرست افتخاری در St Columba's-by-the-Castle، در نزدیکی قلعه ادینبورگ بود. بین سال‌های ۱۹۸۰ و ۱۹۹۳، پس از بازنشستگی از دانشگاه، به عنوان متصدی افتخاری در کلیسای مریم مقدس باکره و کلیسای سنت لئونارد، لاس‌وید بود.

## مرگ
وات در ۲۴ اکتبر ۲۰۰۶ در ادینبورگ در سن ۹۷ سالگی درگذشت. از همسرش ژان چهار دختر و یک پسر داشت.

## دیدگاه‌ها
با توجه به عنوان کتاب ها او معتقد به آیه ما ارسلناک الا رحمه للعامین بوده است. وات اعتقاد داشت که قرآن همانند کتاب مقدس وحی الهی بوده البته برای زمان و مکان خاصی. او همچنین معتقد است که هیچ‌کدام از این کتاب‌ها مصون از خطا نمی‌باشند.؟  به گفته محقق اسلام‌شناس مارتین فروارد:
کتب او تأکید زیادی بر تعهد محمد به عدالت اجتماعی دارد؛ وات محمد را مانند پیامبران عهد عتیق می‌دید که آمده بود تا معاملات عادلانه و اعتقاد به وحدانیت خدا را در بین اعرابی، که این موضوعات برای آن‌ها مفاهیمشان را از دست داده بود، احیا کند. از دید بسیاری از مسلمانان این قدر و منزلت کافی برای محمد نیست، ولی این یک شروع است. رک بگویم برای یک مسیحی گفتن هرچیز مثبتی دربارهٔ دینی مانند اسلام که پس از دین او آمده کار سختی است زیرا آن‌ها این‌گونه بزرگ شده‌اند که باور داشته باشند دین آن‌ها تمامی چیزهایی که برای رستگاری نیاز است را داراست، و مشابهاً برای مسلمانان سخت است که با این حقیقت مواجه شوند که مسیحیان با این دیدگاه که مسیحیت تنها ایستگاهی در مسیر اسلام، دین آخر، است ترغیب نمی‌شوند. 
کارل هیلنبرند می‌گوید:
او از بیان عقاید تند بحث‌برانگیز در محافل مسیحی هراسی نداشت. غالباً به این سؤال می‌اندیشید که مطالعه او در مورد اسلام چه تأثیری در ایمان مسیحی او گذاشته است. در نتیجه به این استدلال رسید که تأکید اسلام بر یگانگی سازش‌ناپذیر خداوند باعث شده است که او در آموزه مسیحیت تثلیثی خود تجدید نظر کند، چون تثلیث در قرآن کریم به شدت مورد حمله قرار گرفته است. وات تحت تأثیر اسلام، با ۹۹ نام خدا، که هر کدام بیانگر صفات خاص خداوند بودند، به کلمه لاتین پرسونا «persona» بازگشت - که به معنای «صورت» یا «نقاب» بود و نه «فرد» است و در نتیجه او به این فرمول رسید که تثلیث به معنای این نیست که خدا از سه فرد تشکیل شده است بلکه نشان دهنده سه «چهره» متفاوت از خدای واحد است.
به گفته هیلنبراند «وات یک محقق بسیار تأثیرگذار در زمینه مطالعات اسلامی و نامی بسیار مورد احترام برای بسیاری از مسلمانان در سراسر جهان بود». روایت او از منشأ اسلام با انتقاد دانشمندان دیگری مانند جان وانسبرو از دانشکده مطالعات شرقی و آفریقایی دانشگاه لندن، و پاتریشیا کرون و مایکل کوک که در کتاب خود بنام هاجریه: ساخت جهان اسلام (۱۹۷۷) و کتاب تجارت مکه سعی می‌کردند اسلام را یک الهیات وارداتی از مناطق مدیترانه معرفی کنند که اصالت آن از کشورهای عرب نیست. در حالیکه بن مایه اصلی کتاب 'هاجریه' اشتباه بود زیرا شواهدی که آنها برای حمایت از این تز داشتند کافی نبودند یا از نظر درونی سازگار نبودند.
آکادمیک پاکستانی، ظفرعلی قریشی، در کتاب خود، پیامبر محمد و منتقدان غربی او: نقد مونتگومری وات و دیگران، از وات انتقاد کرده است که زندگی محمد را در آثارش به درستی به تصویر نکشیده است. کتاب قریشی توسط ابراهیم کالین آکادمیک ترکیه تمجید شد.
حقوقدان فرانسوی ژرژ هانری بوسکه کتاب وات، محمد در مکه را به سخره گرفته و آن را به عنوان «تفسیری مارکسیستی از منشأ اسلام توسط یک مسیحی» توصیف کرده است. که شامل اطلاعات «تاریخی» از داستان‌های اسطوره‌ای صرفاً با حذف عناصر معجزه‌آسای آن است.
به گفته شارلت آلفرد، گزارش گری برای مجله‌ای که وات آن را در دانشکده اش تأسیس کرد:
دیدگاه‌های او دربارهٔ اسلام و مسیحیت گهگاه مجادله‌آمیز بوده است. او هم قرآن و هم کتاب مقدس را خطاپذیر می‌داند ولی در عین حال هر دو را وحی الهی می‌داند. او اعتقاد داشت که مسلمانان و مسیحیان چیزهای زیادی دارند که به همدیگر آموزش دهند. در مورد تجربه شخصی خودش این را بیان می‌کند که بررسی اسلام فهم او را از یکتایی خداوند عمیق کرد.

## آثار برگزیده
- ایمان و عمل غزالی (1953) ISBN 978-0-686-18610-6
- محمد در مکه (1953) ISBN 978-0-19-577278-4 (آنلاین)
- محمد در مدینه (1956) ISBN 978-0-19-577307-1 (آنلاین)
- محمد: پیامبر و دولتمرد (1961) ISBN 978-0-19-881078-0، خلاصه ای از دو اثر عمده فوق (آنلاین)
- فلسفه و کلام اسلامی (1962) ISBN 978-0-202-36272-4
- اندیشه سیاسی اسلام (1968) ISBN 978-0-85224-403-6
- تأثیر اسلام بر اروپای قرون وسطی (1972) ISBN 978-0-85224-439-5
- اسلامی که گرانقدر بود (1976) ISBN 978-0-275-51870-7
- اسلام چیست؟ (1980) ISBN 978-0-582-78302-7
- مکه محمد (1988) ISBN 978-0-85224-565-1
- برخوردهای مسلمان و مسیحی: برداشت‌ها و تصورات نادرست (1991) ISBN 978-0-415-05411-9
- اسلام اولیه (1991) ISBN 978-0-7486-0170-7
- فلسفه و کلام اسلامی (1987) ISBN 978-0-7486-0749-5
- عقاید اسلامی (1994) ISBN 978-0-7486-0513-2
- تاریخ اسپانیای اسلامی (1996) ISBN 978-0-85224-332-9
- اندیشه سیاسی اسلامی (1377) ISBN 978-0-7486-1098-3
- اسلام و ادغام جامعه (1998) ISBN 978-0-8101-0240-8
- اسلام: یک تاریخچه (1999) ISBN 978-1-85168-205-8
- یک ایمان مسیحی برای امروز (2002) ISBN 0-415-27703-5